# Alexandromys kikuchii
Alexandromys kikuchii és una espècie de mamífer rosegador de la família dels cricètids. És endèmic de l'illa de Taiwan.